# Vieux Fort
Vieux Fort è una città di Saint Lucia, situata nel quartiere omonimo.